# Джеймс, Моррис
Джон Моррис Кейрнс Джеймс, барон Сент-Бриджес (англ. John Morrice Cairns James, Baron St Brides; 30 апреля 1916 — 26 ноября 1989) — британский дипломат.
Входил в Тайный совет Великобритании с 1966 года.
Учился в колледжах Бредфилд и Баллиол Оксфорда.
С 1939 года на службе в министерстве по делам доминионов (Secretary of State for Dominion Affairs).
С августа 1940 года в Королевском флоте, с февраля 1941 года в рядах Королевской морской пехоты Великобритании, окончил войну в звании подполковника.
В 1945 году вернулся в министерство по делам доминионов (в 1947 году это министерство объединено с Форин-офис).
В 1962—1965 годах верховный комиссар Великобритании в Пакистане.
В 1968—1971 годах верховный комиссар Великобритании в Индии.
В 1971—1976 годах верховный комиссар Великобритании в Австралии.
Оставил дипломатическую службу в 1976 году.
Рыцарь Великого Креста ордена Святого Михаила и Святого Георгия, командор Королевского Викторианского ордена, кавалер ордена Британской империи.